# 2025年イギリスグランプリ
2025年イギリスグランプリ（英: 2025 British Grand Prix、正式名称: Formula 1 Qatar Airways British Grand Prix 2025）は、2025年のF1世界選手権の第12戦として、2025年7月6日にシルバーストン・サーキットで開催された。
本項目に記載されている時刻は全て現地時間（BST / UTC+1）。

## 背景
タイヤ
ピレリが持ち込んだドライ用タイヤのコンパウンドはハード（白）：C2、ミディアム（黄）：C3、ソフト（赤）：C4の組み合わせで、前年より1段階ソフト寄りに変更された。
| ドライ用   | ドライ用       | ドライ用   | ウェット用           | ウェット用   |
| C2         | C3             | C4         | インターミディエイト | フルウェット |
| ---------- | -------------- | ---------- | -------------------- | ------------ |
| （ハード） | （ミディアム） | （ソフト） | （小雨用）           | （大雨用）   |
DRS：2箇所
※（　）内は検知ポイント
- DRS1：ターン5より30m先から（ターン3より25m手前）
- DRS2：ターン14から（ターン11）

特別カラーリング
- マクラーレン：公式プライマリーパートナーのGoogleのウェブブラウザ「Google Chrome」とのコラボレーションによる「クロームデザイン」を採用し、通常のパパイヤオレンジに加え、かつてのメインカラーであった銀色のカラーリングをMCL39に施す。
- レーシングブルズ：チームパートナーのHUGOが、ナイジェリア出身のアーティストSlawn（スローン）とコラボレーションしたデザインをVCARB 02に施す。

グリッド降格ペナルティ
アンドレア・キミ・アントネッリは前戦オーストリアGPの決勝スタート直後にマックス・フェルスタッペンと接触してリタイアに追い込んだ件により、本GPで3グリッド降格ペナルティを受ける。

## エントリー
レギュラードライバー
- アルピーヌ：第7戦エミリア・ロマーニャGPから前戦オーストリアGPまでの5戦限定でジャック・ドゥーハンに代わって起用されていたフランコ・コラピントが、引き続きレギュラードライバーを務める。

フリープラクティスドライバー
各チームともルーキードライバー（過去のF1選手権レースの出走が2回までのドライバーが対象）を年間4回（1台あたり2回）金曜日のセッションで起用する義務に基づき、以下のドライバーがFP1に参加する。
- レッドブル：レッドブル・ジュニアチームに所属し、FIA F2選手権に参戦中のアービッド・リンドブラッドが、角田裕毅に代わってFP1に参加する。リンドブラッドはまだ17歳であるが、6月にFIAの裁量により特例でスーパーライセンスを取得している。
- キック・ザウバー：アルピーヌのリザーブドライバーを務めるポール・アロンが両チームの合意の上キック・ザウバーにレンタルされ、ニコ・ヒュルケンベルグに代わってFP1に参加する。

## フリー走行

### FP1
2025年7月4日 12:30
（特記のない出典：）
- 気温22度、路面温度38度、晴、ドライ

### FP2
2025年7月4日 16:00
（特記のない出典：）
- 気温24度、路面温度41度、晴、ドライ

### FP3
2025年7月5日 11:30
（特記のない出典：） 
- 気温19度、路面温度25度、曇、ドライ

### 各セッションの順位
| 順位   | ドライバー   | コンストラクター | タイム   |
| ------ | ------------ | ---------------- | -------- |
| 1      | L.ハミルトン | フェラーリ       | 1:26.892 |
| 2      | L.ノリス     | マクラーレン     | 1:26.915 |
| 3      | O.ピアストリ | マクラーレン     | 1:27.042 |
| 4      | C.ルクレール | フェラーリ       | 1:27.095 |
| 5      | G.ラッセル   | メルセデス       | 1:27.163 |
| 出典： |              |                  |          |

| 順位   | ドライバー         | コンストラクター | タイム   |
| ------ | ------------------ | ---------------- | -------- |
| 1      | L.ノリス           | マクラーレン     | 1:25.816 |
| 2      | C.ルクレール       | フェラーリ       | 1:26.038 |
| 3      | L.ハミルトン       | フェラーリ       | 1:26.117 |
| 4      | O.ピアストリ       | マクラーレン     | 1:26.286 |
| 5      | M.フェルスタッペン | レッドブル       | 1:26.314 |
| 出典： |                    |                  |          |

| FP3 \| 順位 \| ドライバー \| コンストラクター \| タイム \| \| -------------- \| ------------------ \| ---------------- \| -------- \| \| 1 \| C.ルクレール \| フェラーリ \| 1:25.498 \| \| 2 \| O.ピアストリ \| マクラーレン \| 1:25.566 \| \| 3 \| M.フェルスタッペン \| レッドブル \| 1:25.585 \| \| 4 \| L.ノリス \| マクラーレン \| 1:25.606 \| \| 5 \| 角田裕毅 \| レッドブル \| 1:26.104 \| \| 出典：[20][21] \| \| \| \| | - 注: いずれもトップ5まで掲載。 |                  |          |
| 順位 | ドライバー                      | コンストラクター | タイム   |
| 1 | C.ルクレール                    | フェラーリ       | 1:25.498 |
| 2 | O.ピアストリ                    | マクラーレン     | 1:25.566 |
| 3 | M.フェルスタッペン              | レッドブル       | 1:25.585 |
| 4 | L.ノリス                        | マクラーレン     | 1:25.606 |
| 5 | 角田裕毅                        | レッドブル       | 1:26.104 |
| 出典： |                                 |                  |          |

## 予選
2025年7月5日 15:00
（特記のない出典：）
- 気温19度、路面温度25度、湿度77%、小雨のち曇、ドライ

### 予選結果
| 順位                                            | No. | ドライバー                     | コンストラクター                        | Q1       | Q2       | Q3       | Grid |
| ----------------------------------------------- | --- | ------------------------------ | --------------------------------------- | -------- | -------- | -------- | ---- |
| 1                                               | 1   | マックス・フェルスタッペン     | レッドブル-ホンダ・RBPT                 | 1:25.886 | 1:25.316 | 1:24.892 | 1    |
| 2                                               | 81  | オスカー・ピアストリ           | マクラーレン-メルセデス                 | 1:25.963 | 1:25.316 | 1:24.995 | 2    |
| 3                                               | 4   | ランド・ノリス                 | マクラーレン-メルセデス                 | 1:26.123 | 1:25.231 | 1:25.010 | 3    |
| 4                                               | 63  | ジョージ・ラッセル             | メルセデス                              | 1:26.236 | 1:25.637 | 1:25.029 | 4    |
| 5                                               | 44  | ルイス・ハミルトン             | フェラーリ                              | 1:26.296 | 1:25.084 | 1:25.095 | 5    |
| 6                                               | 16  | シャルル・ルクレール           | フェラーリ                              | 1:26.186 | 1:25.133 | 1:25.121 | 6    |
| 7                                               | 12  | アンドレア・キミ・アントネッリ | メルセデス                              | 1:26.265 | 1:25.620 | 1:25.374 | 10 1 |
| 8                                               | 87  | オリバー・ベアマン             | ハース-フェラーリ                       | 1:26.005 | 1:25.534 | 1:25.471 | 18 2 |
| 9                                               | 14  | フェルナンド・アロンソ         | アストンマーティン・アラムコ-メルセデス | 1:26.108 | 1:25.593 | 1:25.621 | 7    |
| 10                                              | 10  | ピエール・ガスリー             | アルピーヌ-ルノー                       | 1:26.328 | 1:25.711 | 1:25.785 | 8    |
| 11                                              | 55  | カルロス・サインツ             | ウィリアムズ-メルセデス                 | 1:26.175 | 1:25.746 | n/a      | 9    |
| 12                                              | 22  | 角田裕毅                       | レッドブル-ホンダ・RBPT                 | 1:26.275 | 1:25.826 | n/a      | 11   |
| 13                                              | 6   | アイザック・ハジャー           | レーシングブルズ-ホンダ・RBPT           | 1:26.177 | 1:25.864 | n/a      | 12   |
| 14                                              | 23  | アレクサンダー・アルボン       | ウィリアムズ-メルセデス                 | 1:26.093 | 1:25.889 | n/a      | 13   |
| 15                                              | 31  | エステバン・オコン             | ハース-フェラーリ                       | 1:26.136 | 1:25.950 | n/a      | 14   |
| 16                                              | 30  | リアム・ローソン               | レーシングブルズ-ホンダ・RBPT           | 1:26.440 | n/a      | n/a      | 15   |
| 17                                              | 5   | ガブリエル・ボルトレト         | キック・ザウバー-フェラーリ             | 1:26.446 | n/a      | n/a      | 16   |
| 18                                              | 18  | ランス・ストロール             | アストンマーティン・アラムコ-メルセデス | 1:26.504 | n/a      | n/a      | 17   |
| 19                                              | 27  | ニコ・ヒュルケンベルグ         | キック・ザウバー-フェラーリ             | 1:26.574 | n/a      | n/a      | 19   |
| 20                                              | 43  | フランコ・コラピント           | アルピーヌ-ルノー                       | 1:27.060 | n/a      | n/a      | PL 3 |
| 107% time（Q1のトップタイムから107%）: 1:31.898 |     |                                |                                         |          |          |          |      |
| 出典:                                           |     |                                |                                         |          |          |          |      |

追記
- ^1 - アントネッリは前戦オーストリアGPの決勝でフェルスタッペンと接触した件の責任を問われたが、接触とともにリタイアしたため、本GPで3グリッド降格ペナルティを受ける[27]。
- ^2 - ベアマンはFP3において赤旗が掲示されている中でクラッシュを喫したため、10グリッド降格ペナルティとペナルティポイント4点（累積8点）が科せられた[28]。
- ^3 - コラピントはパルクフェルメ下で年間上限を超えるパワーユニットのエレメント（5基目のICE（エンジン） / TC（ターボチャージャー） / MGU-K / MGU-H、3基目のES（エナジーストア） / CE（コントロールエレクトロニクス）が該当[注 4] ）に交換したため、決勝はピットレーンからスタートする[30]。

## 決勝
2025年7月6日 15:00
（特記のない出典：）
- 気温18度、路面温度24度、晴時々雨、ウェット

ランド・ノリスが今季4勝目を果たし、母国イギリスでの初優勝を飾った。オスカー・ピアストリは、セーフティカー中に急減速したことで10秒ペナルティを受けノリスに首位を譲ったが、後続をものともせず2位に続き、マクラーレンが2戦連続で1-2フィニッシュを飾った。
ニコ・ヒュルケンベルグはブリティッシュウェザーと大雨を味方につけ、タイヤ交換のタイミングなど全てが功を奏し3位表彰台を獲得。自身239レース目にして初の表彰台を獲得し、キック・ザウバーにとっても、2012年日本グランプリで小林可夢偉が3位表彰台を獲得して以来13年ぶりの表彰台となった。

### レース結果
| 順位                                                          | No. | ドライバー                     | コンストラクター                        | 周回数 | タイム/リタイア原因 | Grid | Pts. |
| ------------------------------------------------------------- | --- | ------------------------------ | --------------------------------------- | ------ | ------------------- | ---- | ---- |
| 1                                                             | 4   | ランド・ノリス                 | マクラーレン-メルセデス                 | 52     | 1:37:15.735         | 3    | 25   |
| 2                                                             | 81  | オスカー・ピアストリ 1         | マクラーレン-メルセデス                 | 52     | +6.812              | 2    | 18   |
| 3                                                             | 27  | ニコ・ヒュルケンベルグ         | キック・ザウバー-フェラーリ             | 52     | +34.742             | 19   | 15   |
| 4                                                             | 44  | ルイス・ハミルトン             | フェラーリ                              | 52     | +39.812             | 5    | 12   |
| 5                                                             | 1   | マックス・フェルスタッペン     | レッドブル-ホンダ・RBPT                 | 52     | +56.781             | 1    | 10   |
| 6                                                             | 10  | ピエール・ガスリー             | アルピーヌ-ルノー                       | 52     | +59.857             | 10   | 8    |
| 7                                                             | 18  | ランス・ストロール             | アストンマーティン・アラムコ-メルセデス | 52     | +1:00.603           | 18   | 6    |
| 8                                                             | 23  | アレクサンダー・アルボン       | ウィリアムズ-メルセデス                 | 52     | +1:04.135           | 14   | 4    |
| 9                                                             | 14  | フェルナンド・アロンソ         | アストンマーティン・アラムコ-メルセデス | 52     | +1:05.858           | 9    | 2    |
| 10                                                            | 63  | ジョージ・ラッセル             | メルセデス                              | 52     | +1:10.674           | 4    | 1    |
| 11                                                            | 87  | オリバー・ベアマン             | ハース-フェラーリ                       | 52     | +1:12.095           | 8    |      |
| 12                                                            | 55  | カルロス・サインツ             | ウィリアムズ-メルセデス                 | 52     | +1:16.592           | 11   |      |
| 13                                                            | 31  | エステバン・オコン             | ハース-フェラーリ                       | 52     | +1:17.301           | 15   |      |
| 14                                                            | 16  | シャルル・ルクレール           | フェラーリ                              | 52     | +1:24.477           | 6    |      |
| 15                                                            | 22  | 角田裕毅 2                     | レッドブル-ホンダ・RBPT                 | 51     | +1 Lap              | 12   |      |
| Ret                                                           | 12  | アンドレア・キミ・アントネッリ | メルセデス                              | 23     | 接触ダメージ        | 7    |      |
| Ret                                                           | 6   | アイザック・ハジャー           | レーシングブルズ-ホンダ・RBPT           | 17     | 接触                | 13   |      |
| Ret                                                           | 5   | ガブリエル・ボルトレト         | キック・ザウバー-フェラーリ             | 3      | スピン              | 17   |      |
| Ret                                                           | 30  | リアム・ローソン               | レーシングブルズ-ホンダ・RBPT           | 0      | 接触                | 16   |      |
| DNS                                                           | 43  | フランコ・コラピント           | アルピーヌ-ルノー                       |        | エンジンストール    | PL   |      |
| 優勝スピード（勝者ノリスの平均速度）: 188.890 km/h            |     |                                |                                         |        |                     |      |      |
| ファステストラップ: オスカー・ピアストリ - 1:29.337（51周目） |     |                                |                                         |        |                     |      |      |
| 出典:                                                         |     |                                |                                         |        |                     |      |      |

追記
- ^1 - ピアストリはセーフティカー解除直前のターン15で不必要な減速を行い、後続のフェルスタッペンを先行させてしまったため、10秒のタイムペナルティ（ピットインで消化）とペナルティポイント2点（累積4点）が科せられた[37]。
- ^2 - 角田はターン6でベアマンと接触した件の責任を問われ、10秒のタイムペナルティ（ピットインで消化）とペナルティポイント1点（累積5点）が科せられた[38]。

ラップリーダー
※太字は最多ラップリーダー
- マックス・フェルスタッペン - 7周 (1-7)
- オスカー・ピアストリ - 36周 (8-43)
- ランド・ノリス - 9周 (44-52)

## 主な記録
（特記のない出典：）

### ドライバー
- 初表彰台：ニコ・ヒュルケンベルグ[41] - キャリア初表彰台を飾る。初表彰台までの出走回数は239戦だった。これは初表彰台までの最多出走回数において2番手のカルロス・サインツの101戦を大きく上回る[42]。
- 20回目の表彰台：オスカー・ピアストリ

### コンストラクター
- 初表彰台：キック・ザウバー - ザウバー時代を含めると11回目で[43][注 5]、2012年日本GPでの小林可夢偉以来13年ぶりの表彰台だった[44]。

## 第12戦終了時点のランキング
|       | 順位 | ドライバー                 | ポイント |
| ----- | ---- | -------------------------- | -------- |
|       | 1    | オスカー・ピアストリ       | 234      |
|       | 2    | ランド・ノリス             | 226      |
|       | 3    | マックス・フェルスタッペン | 165      |
|       | 4    | ジョージ・ラッセル         | 147      |
|       | 5    | シャルル・ルクレール       | 119      |
| 出典: |      |                            |          |

|       | 順位 | コンストラクター        | ポイント |
| ----- | ---- | ----------------------- | -------- |
|       | 1    | マクラーレン-メルセデス | 460      |
|       | 2    | フェラーリ              | 222      |
|       | 3    | メルセデス              | 210      |
|       | 4    | レッドブル-ホンダ・RBPT | 172      |
|       | 5    | ウィリアムズ-メルセデス | 59       |
| 出典: |      |                         |          |

- 注：いずれもトップ5まで掲載。